# Géminien de Modène
Géminien de Modène ou saint Géminien (en italien San Geminiano) (Cognento, 312 – Modène, 397) fut diacre puis évêque de la ville de Modène (Italie). 
Géminien de Modène est un saint chrétien reconnu par les Églises catholique et orthodoxe, fêté le 31 janvier.
Il lutta contre le jovinianisme, dogme d’un moine du IVe siècle qui affirmait que le baptême préservait le baptisé du péché, quoi qu'il fasse. Ce dogme fut considéré comme une hérésie par l’Église nicéenne.
Géminien est le patron des villes de Modène, Pontremoli, San Gimignano et Vielmur-sur-Agout, et le co-patron de l'archidiocèse de Modène-Nonantola. 

## Biographie
Saint Géminien est né en Italie, à Cognento, aux abords de la ville de Modène en Émilie et fut l’évêque de Modène au IVe siècle. Il est reconnu en tant que thaumaturge et exorciste, et fut un fervent défenseur du culte de la Vierge Marie : c’est pourquoi il a été institué, dans des villes où il est invoqué, protecteur des personnes, surtout des enfants qui apparaissent toujours sur les représentations du saint (statues, tableaux, icônes). C’était le cas sur le tableau de Vielmur-sur-Agout, mais, cette œuvre ayant été découpée pour l’intégrer dans un cadre baroque, cette représentation disparut.

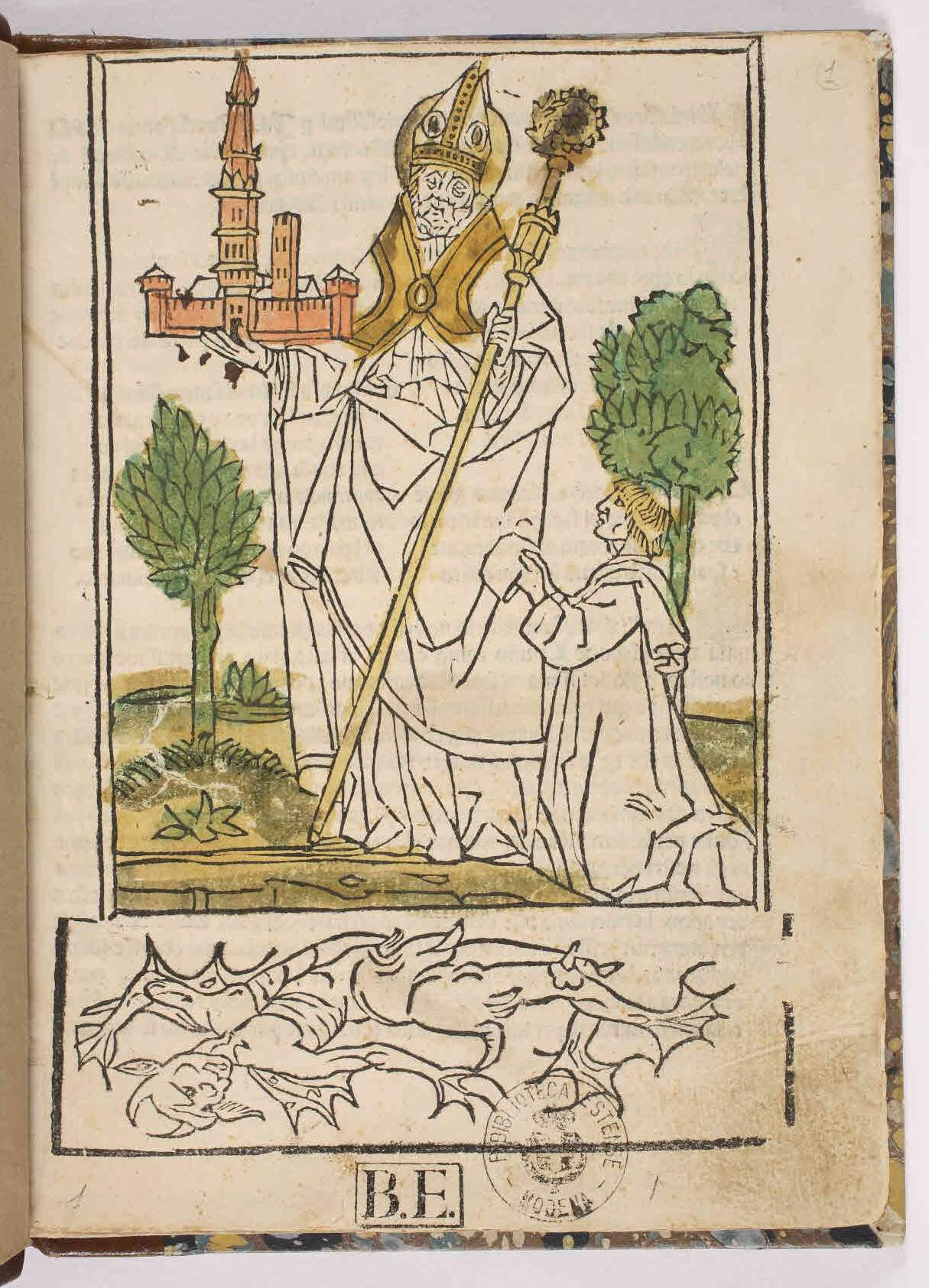
Giovanni Maria Parente, Vita di san Gimignano, 1495.

Saint Géminien fut invoqué à plusieurs reprises au cours de l’histoire de Modène pour venir au secours de ses habitants en proie à des famines, des épidémies de peste, ou à des épisodes guerriers. Chaque fois que des armées ennemies levèrent leur siège sans prendre Modène, comme dans le cas des Huns d’Attila en 452, des Hongrois au Xe siècle, ou encore des Français de Charles d'Amboise en 1511 durant la guerre de la Ligue de Cambrai, Géminien fut considéré comme le véritable sauveur de la ville.
On lui attribue aussi beaucoup d’autres miracles et de signes, et il continue à inspirer à ses fidèles une dévotion qui, aujourd’hui encore, est perçue par eux comme la preuve la plus évidente d’une présence ininterrompue et jamais affaiblie dans le cours de l’histoire de la cité. Son culte contribue ainsi au maintien de la paix, au rétablissement de la concorde sociale, et plus généralement au progrès et au bien-être de la population de Modène ou des villes qui lui adressent leurs prières (du moins dans l’histoire ancienne, car au milieu du XXe siècle, Modène n’échappa pas aux tragédies de l’époque).
Saint Géminien est également thaumaturge par l’eau d’une source miraculeuse qui lui est dédiée, à Cognento di Modena.
Ses reliques ont été transférées solennellement en 1106 en présence de la comtesse Mathilde de Canossa et de Dodonne, l’évêque de Modène, dans la cathédrale à Modène construite à cet effet.
En France, le culte de saint Géminien est lié à des personnes touchant de près à l’aristocratie et à l’histoire de Modène. Il est cité en deux lieux différents :
- au couvent du monastère royal de la Visitation de Chaillot où l’on trouvait des reliques du saint, offertes vers 1690 par Marie-Béatrix d’Este, fille du feu duc de Modène et épouse de Jacques II d’Angleterre en exil dans notre pays[5] ;
- à Vielmur-sur-Agout entre 1090 et 1095[6].